# Karl Georg von Wächter

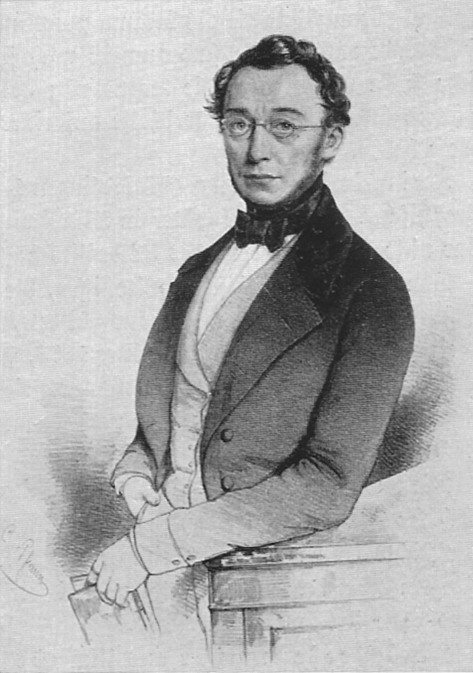
Bildnis des Karl Georg von Wächter, nach einer Lithographie von Christian Pfann, um 1850

Karl Georg von Wächter

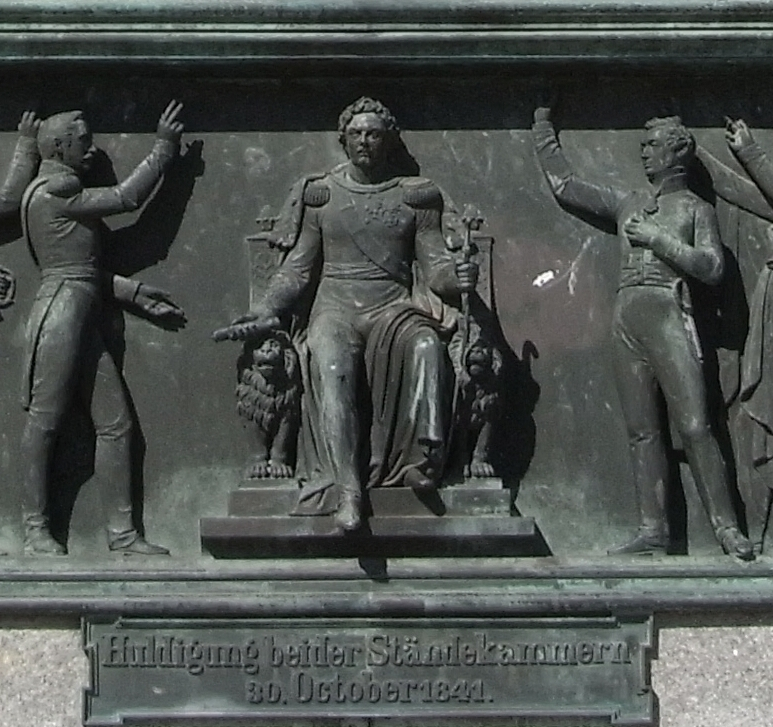
Karl Georg von Wächter (rechts) bei der „Huldigung beider Ständekammern am 30. October 1841“ an König Wilhelm I. (Mitte), Ausschnitt aus einem Relief der Jubiläumssäule auf dem Schlossplatz in Stuttgart

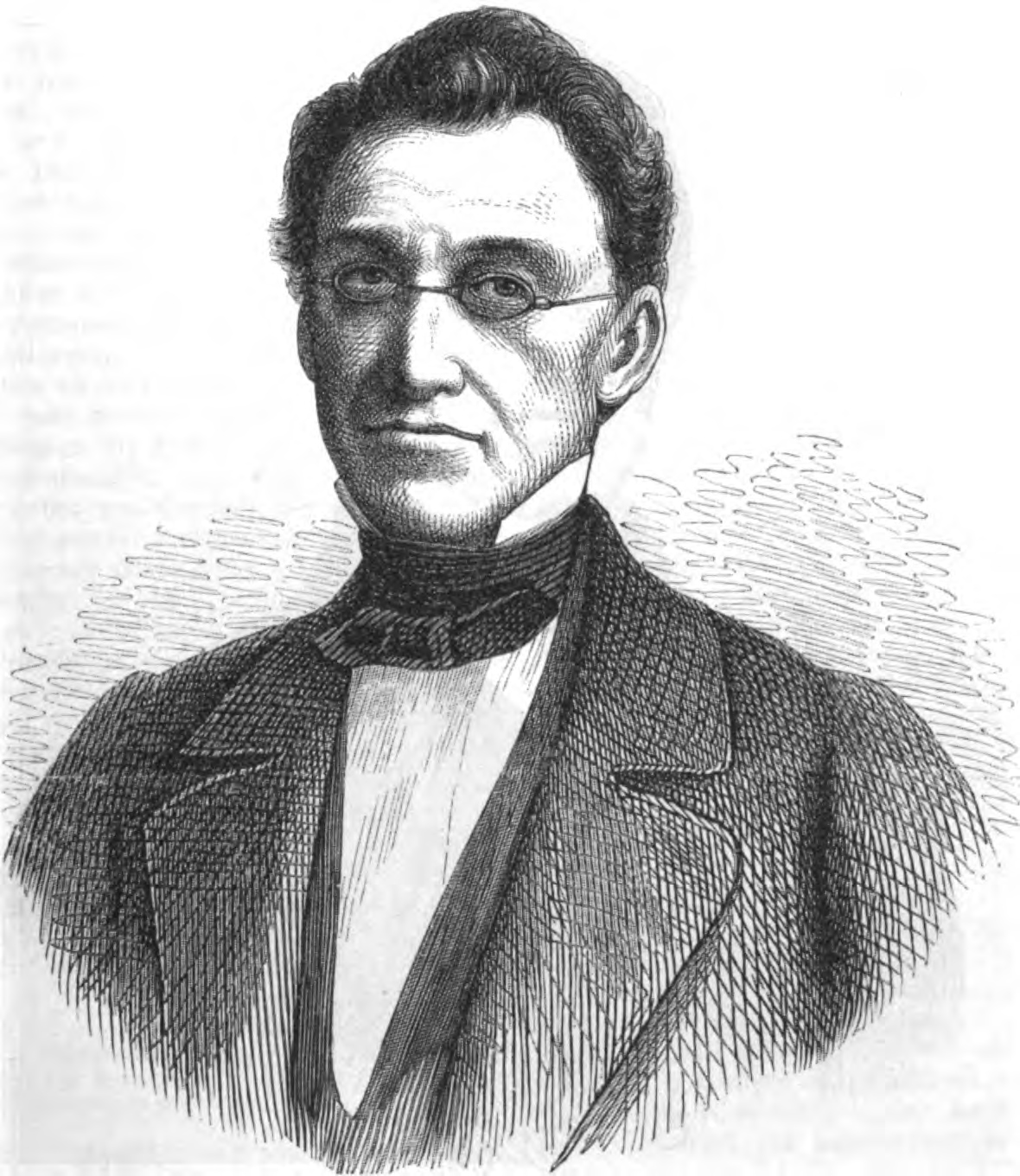
Karl Georg von Wächter, 1864

Porträt des Karl Georg von Wächter auf einem Ölgemälde aus dem Bestand der Tübinger Professorengalerie

Karl Joseph Georg Sigismund Wächter, auch Carl Georg Waechter, ab 1835 von Wächter, (* 24. Dezember 1797 in Marbach am Neckar; † 15. Januar 1880 in Leipzig) war ein deutscher Jurist, Kammerpräsident, Hochschullehrer und Politiker.

## Abstammung
Karl Georg Wächter entstammte einer altwürttembergischen Beamtenfamilie mit ursprünglich sächsischen Wurzeln. Er wurde geboren als sechstes von acht Kindern und einziger Sohn des Juristen und späteren Konsistorialdirektors Johann Eberhard von Wächter (1762–1839) und dessen Ehefrau Caroline Luise geb. von Bühler (1769–1833). Karl Georg von Wächter war ein Neffe des Ministers Karl Eberhard von Wächter und ein Cousin des Ministers Karl Freiherr von Waechter-Spittler. Karl Georg von Wächters Großeltern väterlicherseits waren die Eheleute Johann Eberhard von Wächter (1735–1807),  württembergischer Hof- und Finanzrat, und Maria Regina geb. Sigel (1733–1798), mütterlicherseits Friedrich Gottlob (von) Bühler (1736–1799), Expeditionsrat in Urach, und Christine Regina geb. Feucht (* 1743).

## Leben
Wächter besuchte eine Lateinschule und das Gymnasium. 1814 begann er nach langer Überlegung das Studium der Rechtswissenschaften. Eigentlich hatte er ursprünglich Medizin studieren wollen, sein Vater dachte jedoch an ein Theologie-Studium. Schließlich war es der württembergische König Friedrich I., der damals noch jeden Studienantritt selbst genehmigte und für Wächter das Jurastudium bestimmte.
Zunächst studierte Waechter ab 1815 an der Landesuniversität Tübingen. Erst 1817 wurde ein Studium im Ausland, also auch in anderen deutschen Staaten, zugelassen. Noch im selben Jahr absolvierte Wächter ein Semester in Heidelberg (damals Baden), kehrte danach jedoch nach Tübingen zurück. Schon im Dezember 1818 legte Wächter sein erstes Staatsexamen mit der Note „Vorzüglich“ ab. Während seines Studiums wurde er 1816 Stifter der Alten Tübinger Burschenschaft Arminia und gehörte ab 1818 der Burschenschaft Germania Tübingen an.
1819 wurde er zum Assessor am Gerichtshof in Esslingen am Neckar berufen. Doch schon am 13. August 1819 wurde er außerordentlicher Professor der Rechte in Tübingen und 1822 wurde Wächter ordentlicher Professor und Doktor der Rechte.
Von 1825 bis 1833 war Wächter Professor für Rechtswissenschaft an der Universität Tübingen und war dort auch von 1825 bis 1828 Rektor und Vizekanzler. Von 1833 bis 1835 lehrte er an der Universität Leipzig, kehrte aber wieder nach Tübingen zurück und war von 1835 bis 1851 Kanzler der dortigen Universität und als solcher auch Mitglied, später Präsident (1839–1848) der württembergischen Abgeordnetenkammer des Landtags. Er wurde zum Ehrenbürger der Stadt Tübingen ernannt. 1848 war er Mitglied des Vorparlaments.
Im Jahr 1851 ging Wächter nach Lübeck und bekleidete dort das Amt des Präsidenten am Oberappellationsgericht, dem Obersten Gerichtshof der vier Freien Reichsstädte.
Ab 1852 war Wächter wieder Professor an der juristischen Fakultät der Universität Leipzig, wurde 1855 vom sächsischen König zum Mitglied des Staatsrats ernannt und war von 1858 bis 1860 Rektor der Universität. 1859 wurde er als Rektor der Universität, die ihr 450-jähriges Bestehen feierte, zum Ehrenbürger der Stadt Leipzig ernannt. Seit Dezember 1854 war er ordentliches Mitglied der Königlich Sächsischen Gesellschaft der Wissenschaften.
Im Jahr 1860 gehörte er zu den Mitbegründern des Deutschen Juristentages, dessen erster Präsident er auch wurde. Er wurde insgesamt fünf Mal wiedergewählt. 1867 wurde er in den konstituierenden Reichstag des Norddeutschen Bundes gewählt. 1869 wurde er zum Wirklichen Geheimrat ernannt und in den sächsischen Adelsstand erhoben.
Noch zu seinen Lebzeiten wurde Wächter als „größter deutscher Jurist aller Zeiten“ bezeichnet. Beerdigt wurde er auf dem Rittergut Röcknitz (heute ein Ortsteil von Thallwitz bei Leipzig), das sein jüngster Sohn Karl Alfred von Wächter 1872 erworben hatte.
Nach seinem Tode wurde 1884 eine Straße in der Leipziger Südwestvorstadt (Musikviertel) nach ihm benannt und 1897 gründete der Rat der Stadt Leipzig die „Karl-Georg-von-Wächtersche Stiftung“, mit deren Zinsen von jährlich 120 Goldmark ein Stipendium bezahlt wurde.

## Familie
1822 heiratete er Johanne Emilie Baumeister (1802–1880) aus Hamburg. Aus dieser Ehe gingen zwei Söhne und zwei Töchter hervor. Der ältere der beiden Söhne, der Jurist und Politiker Oskar von Wächter (1825–1902), war ebenfalls Landtagsabgeordneter in der Zweiten Kammer der württembergischen Landstände. Er schrieb eine Biographie seines Vaters und gab posthum dessen Pandekten und Vorlesungen über Deutsches Strafrecht heraus. Der viel jüngere Sohn, der Königliche Kammerherr Freiherr Karl Alfred von Wächter (1842–1914), studierte Landwirtschaft in Hohenheim und promovierte zum Dr. phil. in Leipzig, wo er schon das Nikolai-Gymnasium besucht hatte. 1872 kaufte er das Rittergut mit Herrenhaus in Röcknitz (Sachsen) und heiratete 1875 die aus Stuttgart stammende Rosalie geb. Freiin von Soden, Tochter des Freiherrn August Warren Hastings von Soden (1818–1859) und seiner Ehefrau Karoline (Lilli), geb. Holzschuher (1829–1912). Er war Gründer und Vorstand des Landwirtschaftlichen Vereins am Ort, Mitglied der 1. Ständekammer und Vorsitzender des Leipziger landwirtschaftlichen Kreisvereins, ab 1901 im Aufsichtsrat der Hohburger Quarz-Porphyr-Werke AG und wurde 1909 zum Geheimen Ökonomie-Rat ernannt. In der Festgabe der Deutschen Juristen-Zeitung zum 500jährigen Jubiläum der Universität Leipzig (hrsg. von Otto Liebmann. Berlin: Liebmann, 1909, Sp. 127–129) veröffentlichte er neben anderen eine kurze Würdigung seines Vaters.

## Schriften
- Lehrbuch des Römisch-Teutschen Strafrechts. J.B. Metzler’sche Buchhandlung, Stuttgart.
  - Erster Theil, enthaltend die Einleitung und den allgemeinen Theil. 1825; urn:nbn:de:bvb:12-bsb10395824-5.
  - Zweyter Theil, enthaltend den besonderen Theil des Strafrechts. 1826; urn:nbn:de:bvb:12-bsb10395825-0.
- Commentationis de partu vivo non vitali pars I–V. Lipsiae 1863–1866. Band I, II, III, IV, V
- Die bona fides, insbesondere bei der Ersitzung des Eigenthums. Leipzig 1871.
- Erörterungen aus dem römischen, deutschen und württembergischen Privatrechte. Band 1–3, Stuttgart 1845–1846.
- Geschichte, Quellen und Literatur des Württembergischen Privatrechts. J.B. Metzler’sche Buchhandlung, Stuttgart, Nachdruck Frankfurt/Main 1985.
  - Erste Abtheilung. 1839; urn:nbn:de:bvb:12-bsb10552893-7.
  - Zweite Abtheilung. 1842; urn:nbn:de:bvb:12-bsb10552894-3.
- Handbuch des im Königreiche Württemberg geltenden Privatrechts. Stuttgart 1842, Band 1–2, Nachdruck Frankfurt/Main 1985.
- Beiträge zur Deutschen Geschichte, insbesondere zur Geschichte des Deutschen Strafrechts. Tübingen 1845.
- Pandekten. Herausgegeben von Oskar von Wächter. Band 1–2, Leipzig 1880–1881. Nachdruck Goldbach 1997.
- Deutsches Strafrecht. Vorlesungen von Carl Georg von Wächter / Herausgegeben von Oskar von Wächter. Leipzig 1881, Nachdruck Goldbach 1996.
- Ueber die Collision der Privatrechtsgesetze verschiedener Staaten.
  - Teil 1: Archiv für die civilistische Praxis, 24. Band, 1841, S. 230–311.
  - Teil 2: Archiv für die civilistische Praxis, 25. Band, 1842, S. 1–60.
  - Teil 3: Archiv für die civilistische Praxis, 25. Band, 1842, S. 361–419.
- Ueber Testirunfähigkeit wegen begangener Verbrechen und wegen verhängter Strafen. In: Archiv für die civilistische Praxis, 17. Band, 1834, S. 420–440. JSTOR:41003775

## Ehrungen
- 1835 Ritterkreuz des Ordens der Württembergischen Krone,[7] verbunden mit dem persönlichen Adel
- 1836 Ehrenbürger der Stadt Tübingen
- 1839 Kommenturkreuz des Ordens der Württembergischen Krone
- 1859 Ehrenbürger der Stadt Leipzig
- 1861 Bayerischer Maximiliansordens für Wissenschaft und Kunst
- 1879 Verleihung des erblichen Adels des Königreichs Sachsen
- 1884 In Leipzig wurde die Wächterstraße nach ihm benannt
- 1887 Die Stadt Leipzig stiftete die Karl-Georg-von-Wächtersche Stiftung
- 1904 In Dresden wurde die Wächterstraße nach ihm benannt